# Piper appendiculatum
Piper appendiculatum là một loài thực vật có hoa trong họ Hồ tiêu. Loài này được (Benth.) C. DC. miêu tả khoa học đầu tiên năm 1869.